# Міжнародна рада футболу
Міжнародна рада футболу (англ. International Football Association Board, IFAB) - міжнародний колективний орган, який регулює і визначає зміни футбольних правил. Заснована у 1886 році.
Перше засідання IFAB відбулося 2 червня 1882 в Лондоні, де було прийнято рішення про проведення першого в історії турніру на рівні національних збірних Англії, Уельсу, Шотландії і Ірландії. ФІФА, при своєму створенні в 1904 році, визнала суверенітет IFAB в питаннях зміни футбольних правил. А з 1913 року ФІФА делегує на засідання IFAB представників зі своїх членів.
Сучасна IFAB складається з 8 членів: чотирьох від ФІФА і чотирьох традиційних «батьків-засновників»: футбольних асоціацій Англії, Шотландії, Уельсу та Північної Ірландії. Організація збирається на засідання раз на рік.
При прийнятті рішень про зміни в футбольних правилах необхідна більшість з 6 голосів. Характерною особливістю голосування в IFAB є те, що представники ФІФА мусять голосувати одностайно, в той час, як представники «батьків-засновників» мають індивідуальне право голосу.
8 травня 2020 року рада тимчасово прийняла безпрецедентне для футболу правило, дозволивши одній команді робити п'ять замін у три слоти (тобто, замінити по одному гравцю п'ять разів не можна). На такий крок Міжнародна рада пішла на фоні пандемії коронавірусу, через що на кілька місяців було призупинено майже всі спортивні змагання. 13 червня 2022 року дане правило введено на постійній основі. 
Хоча деякі змагання дозволяли проводити п'ять замін і до пандемії. Так, в Першій та Другій українських лігах проводити п'ять замін у п'ять слотів дозволено з сезону 2017/2018.